# Estreito de Bismarck

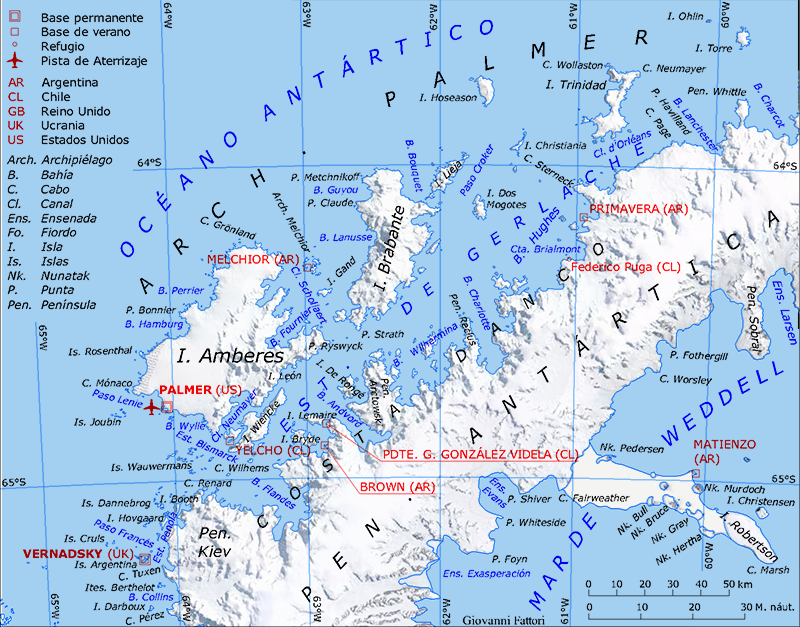
O estreito Bismarck é um canal na Antártida.

O estreito Bismarck é um canal na Antártida. É localizado entre a extremidade sul de Anvers e as  ilhas Wiencke e o arquipélago Wilhelm, próximo do arquipélago Palmer. Foi pesquisado em 1874 pela Primeira Expedição Antártica Alemã sob o comando do capitão Eduard Dallmann. 
É localizado entre a extremidade sul de Anvers e as ilhas Wiencke e o arquipélago Wilhelm. Foi pesquisado em 1874 pela Primeira Expedição Antártica Alemã sob o comando do Capitão Eduard Dallmann. 
Este canal foi batizado por Dallmann e recebeu seu nome em homenagem a Otto von Bismarck.